# 凱瑟爾峰
47°23′47.60″N 10°25′52.71″E / 47.3965556°N 10.4313083°E

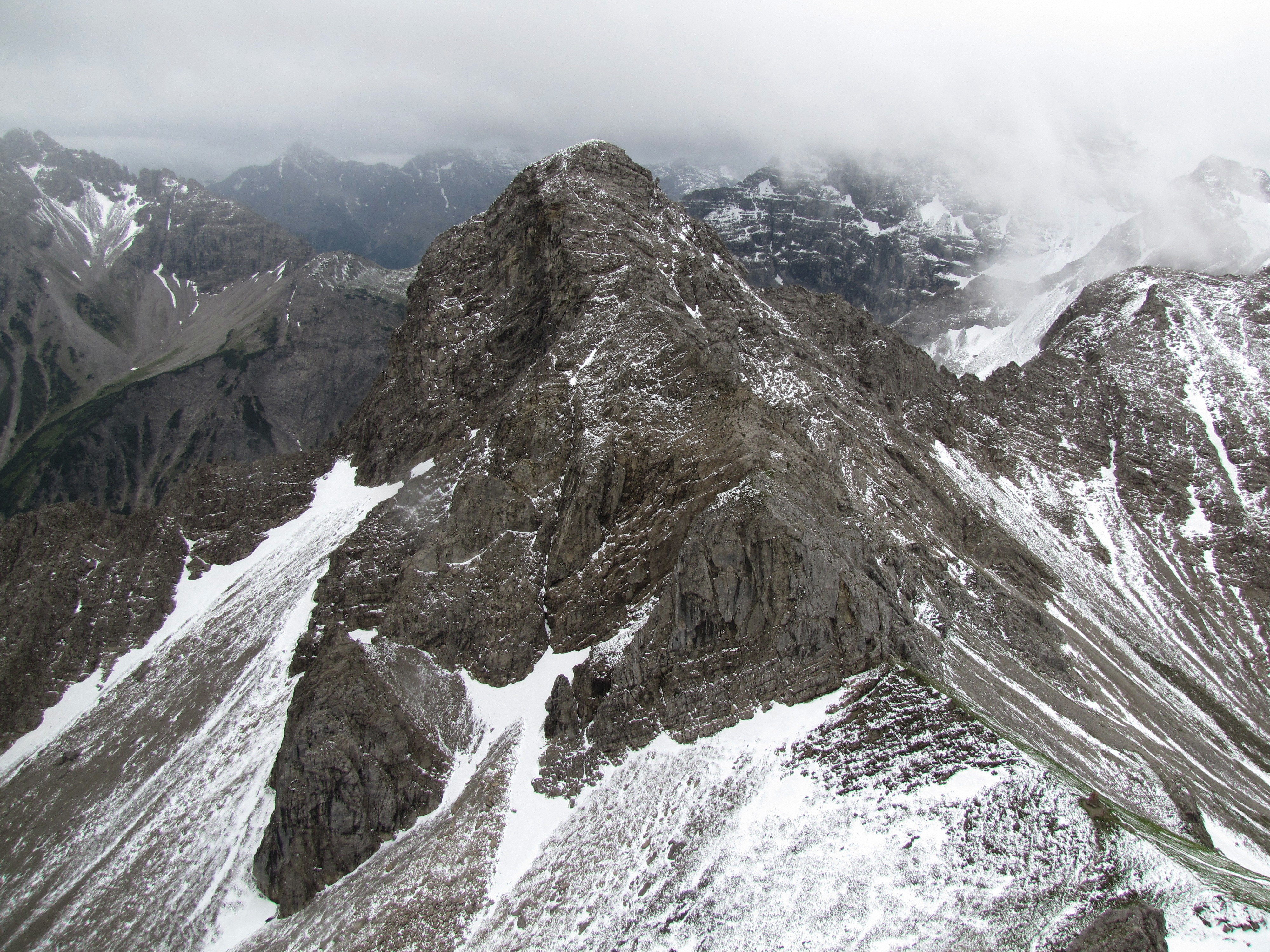

凱瑟爾峰（德語：Kesselspitz），是中歐的山峰，位於德國和奧地利接壤的邊境，屬於阿爾高阿爾卑斯山脈的一部分，距離富克斯卡峰1公里，海拔高度2,284米，每年平均降雨量1,730毫米。